# China Hongqiao Group
China Hongqiao Group Limited er en kinesisk aluminiumsproducent med hovedkvarter i Huixian. Selskabet er børsnoteret på Hong Kong Stock Exchange. Siden begyndelsen i 1994 har koncernen vokset sig til verdens største producent af aluminium. Det skete i 2015 da virksomheden voksede forbi russiske Rusal.
Den primære produktion er lokaliseret i Shandong-provisen og i Yunnan-provinsen.
Virksomhedens stifter og tidligere formand er Zhang Shiping. Hans søn Zhang Bo er nuværende formand og administrerende direktør for virksomheden.
Koncernen ejer datterselskaber som Shandong Weiqiao Aluminum Power Co., Ltd., Huimin Huihong New Aluminum Profiles Co., Ltd. og Hongqiao Investment (Hong Kong) Limited.